# Hanni Burger
Hanni Burger (* 9. November 1953) ist eine ehemalige österreichische Leichtathletin, die sich auf den Sprint spezialisiert hat.

## Sportliche Laufbahn
Hanni Burger trat international nur bei den Halleneuropameisterschaften 1970 in Wien, bei denen sie mit der 4-mal-200-Meter-Staffel in 1:40,8 min gemeinsam mit Maria Sykora, Brigitte Haest und Christa Kepplinger die Bronzemedaille hinter den Teams aus der Sowjetunion und der Bundesrepublik Deutschland gewann.
1975 wurde Burger österreichische Meisterin in der 4-mal-400-Meter-Staffel und 1977 in der 4-mal-100-Meter-Staffel.

## Persönliche Bestleistungen
- 200 Meter: 24,3 s (0,0 m/s), 17. Mai 1975 in Maria Enzersdorf
- 400 Meter: 54,2 s, 24. Mai 1975 in Innsbruck